# Schauinsland (Zug)
Schauinsland war ein Zug der Deutschen Bundesbahn (DB), der zwischen Frankfurt (Main) Hauptbahnhof und der Schweiz verkehrte, zunächst nach Basel SBB, später bis Zürich Hauptbahnhof.

## Name

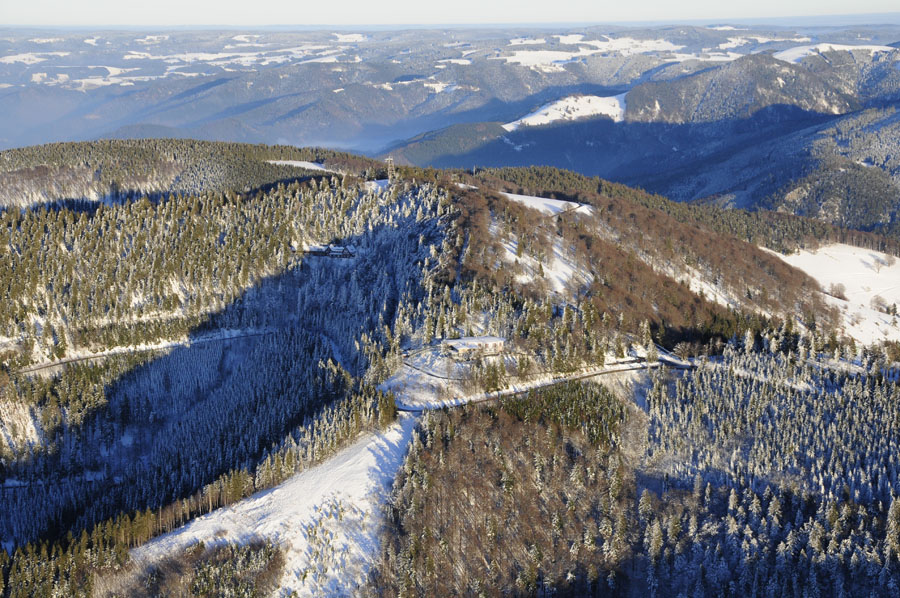
Schauinsland, der namengebende Berg

Der Name leitet sich von dem Berg Schauinsland, dem 1284,4 m ü. NHN hohen Hausberg von Freiburg im Breisgau ab, der zum Schwarzwald gehört. Freiburg war einer der Bahnhöfe, an denen der Zug hielt.

## Geschichte

### Anfänge
Der Schauinsland war zunächst ein Fernschnellzug (F), der ab dem Winterfahrplan 1952 unter den Zugnummern F45/46 verkehrte und ausschließlich die (alte) 2. Klasse, nach der Klassenreform von 1956 nur die (neue) 1. Klasse, führte. Er fuhr in den Tagesrandlagen, morgens von Frankfurt nach Basel und abends zurück. Eingesetzt wurden dazu zunächst Dieseltriebwagen der Baureihe VT 085. Streckenweise verkehrte der Zug im nördlichen Abschnitt seines Laufweges gemeinsam mit dem Fernschnellzug Münchner Kindl. 1956 erreichte der Zug mit 94,3 km/h eine für die damalige Zeit beachtliche Reisegeschwindigkeit.

### Laufwegverlängerung
Ab Sommer 1961 verkehrte der Zug (zunächst nur in südliche Richtung) bis Zürich, wo Anschluss an den ebenfalls zu diesem Zeitpunkt eingeführten TEE Ticino nach Mailand bestand. Ab 1963 kamen beim Schauinsland an Stelle der Triebwagen Wagenzüge zum Einsatz.

### Ende
1964 wurde der Schauinsland als Fernschnellzug aufgegeben und unter Beibehalt der Zugnummern in einen zweiklassigen Schnellzug verwandelt (D 45/46). Zugleich verlor er den Anschluss an den TEE Ticino und seinen Namen. An die Stelle der Verbindung Frankfurt–Mailand, zu der der Schauinsland beigetragen hatte, trat ab Sommer 1966 der durchgehende Metropolitano zwischen beiden Städten, ebenfalls ein zweiklassiger Schnellzug.

### Zweitverwendung des Namens
Ab 1979 verwendete die DB den Namen Schauinsland ein zweites Mal. Diesmal bezeichnete er einen Intercity, der zwischen Hamburg und Basel SBB verkehrte. 1991 verkehrte er nur noch zwischen Hannover und Basel, im Fahrplanjahr 1992 gab es keinen Zug dieses Namens.
1993 und 1994 fuhr der ICE Schauinsland mit einer ICE 1-Garnitur zwischen Hamburg-Altona bzw. Frankfurt (Main) und Freiburg (Breisgau). 1995 ging der Zugname auf einen Intercity zwischen Basel SBB und Berlin-Lichtenberg über, 1996 und 1997 verkehrte der Zug zwischen Basel und Dresden. 1998 bis 2001 wurde wieder die Relation Hamburg – Basel (via Köln) bedient.
Seit 2002 wird der Zugname Schauinsland nicht mehr verwendet.